# Vincitori della Coppa Davis
La Coppa Davis (conosciuta fino al 1945 come International Lawn Tennis Challenge) è un torneo annuale maschile che si disputa dal 1900. Il torneo vede rappresentative nazionali sfidarsi in una serie di incontri di singolare e di doppio nell'arco di più giorni. I paesi sono divisi in più gruppi in base al continente di appartenenza e alle prestazioni delle edizioni precedenti, il gruppo principale è il World Group, in cui sono inseriti 16 rappresentative che fanno a formare un tabellone ad eliminazione diretta, gli sconfitti al primo turno incontrano in un play-off una delle vincitrici dei vari gruppi continentali o zonali. Fino al 1972 la squadra detentrice della coppa, era già qualificata per la finale, contro una nazionale passata attraverso le qualificazioni. Dal 1973, questo vantaggio è stato abolito, costringendo anche i campioni in carica a dover disputare turni di qualificazione. Fino al 1980 le qualificazioni avvenivano tramite un tabellone geografico (Americhe, Europa/Africa, Asia/Oceania) con le vincenti delle rispettive zone, a sfidarsi per la coppa in un tabellone finale. Dal 1981 il torneo fu riformato con un primo gruppo mondiale da 16 squadre, che si sfidavano ad eliminazione diretta. Le perdenti del primo turno, invece, sfidavano le squadre nazionali provenienti dai gruppi zonali inferiori, per una sfida promozione/retrocessione. Nel 2019 viene modificato il formato della fase finale della competizione.

## Vincitori
|  | Trofeo conquistato dalla squadra fuori casa |

| Anno        | Vincitore                                           | Punteggio                                           | Finalista                                           | Impianto della finale (superficie)                  | Città                                               |
| ----------- | --------------------------------------------------- | --------------------------------------------------- | --------------------------------------------------- | --------------------------------------------------- | --------------------------------------------------- |
| 1900        | Stati Uniti (1)                                     | 3–0                                                 | Regno Unito (1)                                     | Longwood Cricket Club (E)                           | Boston, Stati Uniti                                 |
| 1902        | Stati Uniti (2)                                     | 3–2                                                 | Regno Unito (2)                                     | Crescent Athletic Club (E)                          | Brooklyn, Stati Uniti                               |
| 1903        | Regno Unito (1)                                     | 4–1                                                 | Stati Uniti (1)                                     | Longwood Cricket Club (E)                           | Boston, Stati Uniti                                 |
| 1904        | Regno Unito (2)                                     | 5–0                                                 | Belgio (1)                                          | Warple Road (E)                                     | Londra, Regno Unito                                 |
| 1905        | Regno Unito (3)                                     | 5–0                                                 | Stati Uniti (2)                                     | Queen's Club (E)                                    | Londra, Regno Unito                                 |
| 1906        | Regno Unito (4)                                     | 5–0                                                 | Stati Uniti (3)                                     | Warple Road (E)                                     | Londra, Regno Unito                                 |
| 1907        | Australia (1)                                       | 3–2                                                 | Regno Unito (3)                                     | Warple Road (E)                                     | Londra, Regno Unito                                 |
| 1908        | Australia (2)                                       | 3–2                                                 | Stati Uniti (4)                                     | Albert Ground (E)                                   | Melbourne, Australia                                |
| 1909        | Australia (3)                                       | 5–0                                                 | Stati Uniti (5)                                     | Double Bay Grounds (E)                              | Sydney, Australia                                   |
| 1911        | Australia (4)                                       | 4–0                                                 | Stati Uniti (6)                                     | Hagley Park (E)                                     | Christchurch, Nuova Zelanda                         |
| 1912        | Regno Unito (5)                                     | 3–2                                                 | Australia (1)                                       | Albert Ground (E)                                   | Melbourne, Australia                                |
| 1913        | Stati Uniti (3)                                     | 3–2                                                 | Regno Unito (4)                                     | Worple Road (E)                                     | Londra, Regno Unito                                 |
| 1914        | Australia (5)                                       | 3–2                                                 | Stati Uniti (7)                                     | West Side Tennis Club (E)                           | New York, Stati Uniti                               |
| 1915 - 1918 | Non disputata a causa della prima guerra mondiale   | Non disputata a causa della prima guerra mondiale   | Non disputata a causa della prima guerra mondiale   | Non disputata a causa della prima guerra mondiale   | Non disputata a causa della prima guerra mondiale   |
| 1919        | Australia (6)                                       | 4–1                                                 | Regno Unito (5)                                     | Double Bay Grounds (E)                              | Sydney, Australia                                   |
| 1920        | Stati Uniti (4)                                     | 5–0                                                 | Australia (2)                                       | Domain Cricket Club (E)                             | Auckland, Nuova Zelanda                             |
| 1921        | Stati Uniti (5)                                     | 5–0                                                 | Giappone (1)                                        | West Side Tennis Club (E)                           | New York, Stati Uniti                               |
| 1922        | Stati Uniti (6)                                     | 4–1                                                 | Australia (3)                                       | West Side Tennis Club (E)                           | New York, Stati Uniti                               |
| 1923        | Stati Uniti (7)                                     | 4–1                                                 | Australia (4)                                       | West Side Tennis Club (E)                           | New York, Stati Uniti                               |
| 1924        | Stati Uniti (8)                                     | 5–0                                                 | Australia (5)                                       | Germantown Cricket Club (E)                         | Filadelfia, Stati Uniti                             |
| 1925        | Stati Uniti (9)                                     | 5–0                                                 | Francia (1)                                         | Germantown Cricket Club (E)                         | Filadelfia, Stati Uniti                             |
| 1926        | Stati Uniti (10)                                    | 4–1                                                 | Francia (2)                                         | Germantown Cricket Club (E)                         | Filadelfia, Stati Uniti                             |
| 1927        | Francia (1)                                         | 3–2                                                 | Stati Uniti (8)                                     | Germantown Cricket Club (E)                         | Filadelfia, Stati Uniti                             |
| 1928        | Francia (2)                                         | 4–1                                                 | Stati Uniti (9)                                     | Stade Roland Garros (T)                             | Parigi, Francia                                     |
| 1929        | Francia (3)                                         | 3–2                                                 | Stati Uniti (10)                                    | Stade Roland Garros (T)                             | Parigi, Francia                                     |
| 1930        | Francia (4)                                         | 4–1                                                 | Stati Uniti (11)                                    | Stade Roland Garros (T)                             | Parigi, Francia                                     |
| 1931        | Francia (5)                                         | 3–2                                                 | Regno Unito (6)                                     | Stade Roland Garros (T)                             | Parigi, Francia                                     |
| 1932        | Francia (6)                                         | 3–2                                                 | Stati Uniti (12)                                    | Stade Roland Garros (T)                             | Parigi, Francia                                     |
| 1933        | Regno Unito (6)                                     | 3–2                                                 | Francia (3)                                         | Stade Roland Garros (T)                             | Parigi, Francia                                     |
| 1934        | Regno Unito (7)                                     | 4–1                                                 | Stati Uniti (13)                                    | All England Lawn Tennis and Croquet Club (E)        | Londra, Regno Unito                                 |
| 1935        | Regno Unito (8)                                     | 5–0                                                 | Stati Uniti (14)                                    | All England Lawn Tennis and Croquet Club (E)        | Londra, Regno Unito                                 |
| 1936        | Regno Unito (9)                                     | 3–2                                                 | Australia (6)                                       | All England Lawn Tennis and Croquet Club (E)        | Londra, Regno Unito                                 |
| 1937        | Stati Uniti (11)                                    | 4–1                                                 | Regno Unito (7)                                     | All England Lawn Tennis and Croquet Club (E)        | Londra, Regno Unito                                 |
| 1938        | Stati Uniti (12)                                    | 3–2                                                 | Australia (7)                                       | Germantown Cricket Club (E)                         | Filadelfia, Stati Uniti                             |
| 1939        | Australia (7)                                       | 3–2                                                 | Stati Uniti (15)                                    | Merion Cricket Club (E)                             | Haverford, Stati Uniti                              |
| 1940 - 1945 | Non disputata a causa della seconda guerra mondiale | Non disputata a causa della seconda guerra mondiale | Non disputata a causa della seconda guerra mondiale | Non disputata a causa della seconda guerra mondiale | Non disputata a causa della seconda guerra mondiale |
| 1946        | Stati Uniti (13)                                    | 5–0                                                 | Australia (8)                                       | Kooyong Stadium (E)                                 | Melbourne, Australia                                |
| 1947        | Stati Uniti (14)                                    | 4–1                                                 | Australia (9)                                       | West Side Tennis Club (E)                           | New York, Stati Uniti                               |
| 1948        | Stati Uniti (15)                                    | 5–0                                                 | Australia (10)                                      | West Side Tennis Club (E)                           | New York, Stati Uniti                               |
| 1949        | Stati Uniti (16)                                    | 4–1                                                 | Australia (11)                                      | West Side Tennis Club (E)                           | New York, Stati Uniti                               |
| 1950        | Australia (8)                                       | 4–1                                                 | Stati Uniti (16)                                    | West Side Tennis Club (E)                           | New York, Stati Uniti                               |
| 1951        | Australia (9)                                       | 3–2                                                 | Stati Uniti (17)                                    | White City Stadium (E)                              | Sydney, Australia                                   |
| 1952        | Australia (10)                                      | 4–1                                                 | Stati Uniti (18)                                    | Memorial Drive Tennis Centre (E)                    | Adelaide, Australia                                 |
| 1953        | Australia (11)                                      | 3–2                                                 | Stati Uniti (19)                                    | Kooyong Stadium (E)                                 | Melbourne, Australia                                |
| 1954        | Stati Uniti (17)                                    | 3–2                                                 | Australia (12)                                      | White City Stadium (E)                              | Sydney, Australia                                   |
| 1955        | Australia (12)                                      | 5–0                                                 | Stati Uniti (20)                                    | West Side Tennis Club (E)                           | New York, Stati Uniti                               |
| 1956        | Australia (13)                                      | 5–0                                                 | Stati Uniti (21)                                    | Memorial Drive Tennis Centre (E)                    | Adelaide, Australia                                 |
| 1957        | Australia (14)                                      | 3–2                                                 | Stati Uniti (22)                                    | Kooyong Stadium (E)                                 | Melbourne, Australia                                |
| 1958        | Stati Uniti (18)                                    | 3–2                                                 | Australia (13)                                      | Milton Courts (E)                                   | Brisbane, Australia                                 |
| 1959        | Australia (15)                                      | 3–2                                                 | Stati Uniti (23)                                    | West Side Tennis Club (E)                           | New York, Stati Uniti                               |
| 1960        | Australia (16)                                      | 4–1                                                 | Italia (1)                                          | White City Stadium (E)                              | Sydney, Australia                                   |
| 1961        | Australia (17)                                      | 5–0                                                 | Italia (2)                                          | Kooyong Stadium (E)                                 | Melbourne, Australia                                |
| 1962        | Australia (18)                                      | 5–0                                                 | Messico (1)                                         | Milton Courts (E)                                   | Brisbane, Australia                                 |
| 1963        | Stati Uniti (19)                                    | 3–2                                                 | Australia (14)                                      | Memorial Drive Tennis Centre (E)                    | Adelaide, Australia                                 |
| 1964        | Australia (19)                                      | 3–2                                                 | Stati Uniti (24)                                    | Harold Clark Courts (T)                             | Cleveland, Stati Uniti                              |
| 1965        | Australia (20)                                      | 4–1                                                 | Spagna (1)                                          | White City Stadium (E)                              | Sydney, Australia                                   |
| 1966        | Australia (21)                                      | 4–1                                                 | India (1)                                           | Kooyong Stadium (E)                                 | Melbourne, Australia                                |
| 1967        | Australia (22)                                      | 4–1                                                 | Spagna (2)                                          | Milton Courts (E)                                   | Brisbane, Australia                                 |
| 1968        | Stati Uniti (20)                                    | 4–1                                                 | Australia (15)                                      | Memorial Drive Tennis Centre (E)                    | Adelaide, Australia                                 |
| 1969        | Stati Uniti (21)                                    | 5–0                                                 | Romania (1)                                         | Harold Clark Courts (C)                             | Cleveland, Stati Uniti                              |
| 1970        | Stati Uniti (22)                                    | 5–0                                                 | Germania Ovest (1)                                  | Harold Clark Courts (C)                             | Cleveland, Stati Uniti                              |
| 1971        | Stati Uniti (23)                                    | 3–2                                                 | Romania (2)                                         | Olde Providence Racquet Club (T)                    | Charlotte, Stati Uniti                              |
| 1972        | Stati Uniti (24)                                    | 3–2                                                 | Romania (3)                                         | Club Sportiv Progresul (T)                          | Bucarest, Romania                                   |
| 1973        | Australia (23)                                      | 5–0                                                 | Stati Uniti (25)                                    | Public Auditorium (SI)                              | Cleveland, Stati Uniti                              |
| 1974        | Sudafrica (1)                                       | w/o                                                 | India (2)                                           |                                                     |                                                     |
| 1975        | Svezia (1)                                          | 3–2                                                 | Cecoslovacchia (1)                                  | Kungliga Tennishallen (SI)                          | Stoccolma, Svezia                                   |
| 1976        | Italia (1)                                          | 4–1                                                 | Cile (1)                                            | Estadio Nacional (T)                                | Santiago, Cile                                      |
| 1977        | Australia (24)                                      | 3–1                                                 | Italia (3)                                          | White City Stadium (E)                              | Sydney, Australia                                   |
| 1978        | Stati Uniti (25)                                    | 4–1                                                 | Regno Unito (8)                                     | Mission Hills CC (C)                                | Rancho Mirage, Stati Uniti                          |
| 1979        | Stati Uniti (26)                                    | 5–0                                                 | Italia (4)                                          | Civic Auditorium (SI)                               | San Francisco, Stati Uniti                          |
| 1980        | Cecoslovacchia (1)                                  | 4–1                                                 | Italia (5)                                          | Malá Sportovní Hall (SI)                            | Praga, Cecoslovacchia                               |
| 1981        | Stati Uniti (27)                                    | 3–1                                                 | Argentina (1)                                       | Riverfront Coliseum (SI)                            | Cincinnati, Stati Uniti                             |
| 1982        | Stati Uniti (28)                                    | 4–1                                                 | Francia (4)                                         | Palais des Sports (TI)                              | Grenoble, Francia                                   |
| 1983        | Australia (25)                                      | 3–2                                                 | Svezia (1)                                          | Kooyong Stadium (E)                                 | Melbourne, Australia                                |
| 1984        | Svezia (2)                                          | 4–1                                                 | Stati Uniti (26)                                    | Scandinavium (TI)                                   | Göteborg, Svezia                                    |
| 1985        | Svezia (3)                                          | 3–2                                                 | Germania Ovest (2)                                  | Olympiahalle (SI)                                   | Monaco, Germania Ovest                              |
| 1986        | Australia (26)                                      | 3–2                                                 | Svezia (2)                                          | Kooyong Stadium (E)                                 | Melbourne, Australia                                |
| 1987        | Svezia (4)                                          | 5–0                                                 | India (3)                                           | Scandinavium (TI)                                   | Göteborg, Svezia                                    |
| 1988        | Germania Ovest (1)                                  | 4–1                                                 | Svezia (3)                                          | Scandinavium (TI)                                   | Göteborg, Svezia                                    |
| 1989        | Germania Ovest (2)                                  | 4–1                                                 | Svezia (4)                                          | Schleyerhalle (SI)                                  | Stoccarda, Germania Ovest                           |
| 1990        | Stati Uniti (29)                                    | 3–2                                                 | Australia (16)                                      | Suncoast Dome (TI)                                  | Saint Petersburg, Stati Uniti                       |
| 1991        | Francia (7)                                         | 3–1                                                 | Stati Uniti (27)                                    | Palais des Sports de Gerland (SI)                   | Lione, Francia                                      |
| 1992        | Stati Uniti (30)                                    | 3–1                                                 | Svizzera (1)                                        | Tarrant County Center (CI)                          | Fort Worth, Stati Uniti                             |
| 1993        | Germania (3)                                        | 4–1                                                 | Australia (17)                                      | Exhibition Hall (TI)                                | Düsseldorf, Germania                                |
| 1994        | Svezia (5)                                          | 4–1                                                 | Russia (1)                                          | Olimpijskij (SI)                                    | Mosca, Russia                                       |
| 1995        | Stati Uniti (31)                                    | 3–2                                                 | Russia (2)                                          | Olimpijskij (TI)                                    | Mosca, Russia                                       |
| 1996        | Francia (8)                                         | 3–2                                                 | Svezia (5)                                          | Mässan Hall (CI)                                    | Malmö, Svezia                                       |
| 1997        | Svezia (6)                                          | 5–0                                                 | Stati Uniti (28)                                    | Scandinavium (SI)                                   | Göteborg, Svezia                                    |
| 1998        | Svezia (7)                                          | 4–1                                                 | Italia (6)                                          | Forum (TI)                                          | Milano, Italia                                      |
| 1999        | Australia (27)                                      | 3–2                                                 | Francia (5)                                         | Acropolis Exhibition Hall (TI)                      | Nizza, Francia                                      |
| 2000        | Spagna (1)                                          | 3–1                                                 | Australia (18)                                      | Palau Sant Jordi (TI)                               | Barcellona, Spagna                                  |
| 2001        | Francia (9)                                         | 3–2                                                 | Australia (19)                                      | Rod Laver Arena (E)                                 | Melbourne, Australia                                |
| 2002        | Russia (1)                                          | 3–2                                                 | Francia (6)                                         | Palais Omnisports (CI)                              | Parigi, Francia                                     |
| 2003        | Australia (28)                                      | 3–1                                                 | Spagna (3)                                          | Rod Laver Arena (E)                                 | Melbourne, Australia                                |
| 2004        | Spagna (2)                                          | 3–2                                                 | Stati Uniti (29)                                    | Estadio Olímpico (TI)                               | Siviglia, Spagna                                    |
| 2005        | Croazia (1)                                         | 3–2                                                 | Slovacchia (1)                                      | Sibamac Arena (CI)                                  | Bratislava, Slovacchia                              |
| 2006        | Russia (2)                                          | 3–2                                                 | Argentina (2)                                       | Olimpijskij (CI)                                    | Mosca, Russia                                       |
| 2007        | Stati Uniti (32)                                    | 4–1                                                 | Russia (3)                                          | Memorial Coliseum (CI)                              | Portland, Stati Uniti                               |
| 2008        | Spagna (3)                                          | 3–1                                                 | Argentina (3)                                       | Polideportivo Islas Malvinas (CI)                   | Mar del Plata, Argentina                            |
| 2009        | Spagna (4)                                          | 5–0                                                 | Rep. Ceca (2)                                       | Palau Sant Jordi (TI)                               | Barcellona, Spagna                                  |
| 2010        | Serbia (1)                                          | 3–2                                                 | Francia (7)                                         | Beogradska Arena (CI)                               | Belgrado, Serbia                                    |
| 2011        | Spagna (5)                                          | 3–1                                                 | Argentina (4)                                       | Stadio Olimpico de la Cartuja (TI)                  | Siviglia, Spagna                                    |
| 2012        | Rep. Ceca (2)                                       | 3–2                                                 | Spagna (4)                                          | O2 Arena (CI)                                       | Praga, Repubblica Ceca                              |
| 2013        | Rep. Ceca (3)                                       | 3–2                                                 | Serbia (1)                                          | Beogradska Arena (CI)                               | Belgrado, Serbia                                    |
| 2014        | Svizzera (1)                                        | 3–1                                                 | Francia (8)                                         | Stade Pierre-Mauroy (TI)                            | Lilla, Francia                                      |
| 2015        | Regno Unito (10)                                    | 3–1                                                 | Belgio (2)                                          | Flanders Expo (TI)                                  | Gand, Belgio                                        |
| 2016        | Argentina (1)                                       | 3–2                                                 | Croazia (1)                                         | Arena Zagreb (CI)                                   | Zagabria, Croazia                                   |
| 2017        | Francia (10)                                        | 3–2                                                 | Belgio (3)                                          | Stade Pierre-Mauroy (TI)                            | Lilla, Francia                                      |
| 2018        | Croazia (2)                                         | 3–1                                                 | Francia (9)                                         | Stadio Pierre Mauroy (TI)                           | Lilla, Francia                                      |
| 2019        | Spagna (6)                                          | 2–0                                                 | Canada (1)                                          | Caja Mágica (CI)                                    | Madrid, Spagna                                      |
| 2021        | Russia (3)                                          | 2–0                                                 | Croazia (2)                                         | Caja Mágica (CI)                                    | Madrid, Spagna                                      |
| 2022        | Canada (1)                                          | 2–0                                                 | Australia (20)                                      | Palacio de Deportes José María Martín Carpena (CI)  | Malaga, Spagna                                      |
| 2023        | Italia (2)                                          | 2–0                                                 | Australia (21)                                      | Palacio de Deportes José María Martín Carpena (CI)  | Malaga, Spagna                                      |
| 2024        | Italia (3)                                          | 2–0                                                 | Paesi Bassi (1)                                     | Palacio de Deportes José María Martín Carpena (CI)  | Malaga, Spagna                                      |

## Titoli per paese
- I risultati delle estinte Cecoslovacchia e Germania Est appartengono rispettivamente alle attuali Repubblica Ceca e Germania.

| Nazione     | Vittorie | Finalista |
| ----------- | --- | --- |
| Stati Uniti | 1900, 1902, 1913, 1920, 1921, 1922, 1923, 1924, 1925, 1926, 1937, 1938, 1946, 1947, 1948, 1949, 1954, 1958, 1963, 1968, 1969, 1970, 1971, 1972, 1978, 1979, 1981, 1982, 1990, 1992, 1995, 2007 (32) | 1903, 1905, 1906, 1908, 1909, 1911, 1914, 1927, 1928, 1929, 1930, 1932, 1934, 1935, 1939, 1950, 1951, 1952, 1953, 1955, 1956, 1957, 1959, 1964, 1973, 1984, 1991, 1997, 2004 (29) |
| Australia   | 1907, 1908, 1909, 1911, 1914, 1919, 1939, 1950, 1951, 1952, 1953, 1955, 1956, 1957, 1959, 1960, 1961, 1962, 1964, 1965, 1966, 1967, 1973, 1977, 1983, 1986, 1999, 2003 (28)                         | 1912, 1920, 1922, 1923, 1924, 1936, 1938, 1946, 1947, 1948, 1949, 1954, 1958, 1963, 1968, 1990, 1993, 2000, 2001, 2022, 2023 (21)                                                 |
| Francia     | 1927, 1928, 1929, 1930, 1931, 1932, 1991, 1996, 2001, 2017 (10) | 1925, 1926, 1933, 1982, 1999, 2002, 2010, 2014, 2018 (9) |
| Regno Unito | 1903, 1904, 1905, 1906, 1912, 1933, 1934, 1935, 1936, 2015 (10) | 1900, 1902, 1907, 1913, 1919, 1931, 1937, 1978 (8) |
| Svezia      | 1975, 1984, 1985, 1987, 1994, 1997, 1998 (7) | 1983, 1986, 1988, 1989, 1996 (5) |
| Spagna      | 2000, 2004, 2008, 2009, 2011, 2019 (6) | 1965, 1967, 2003, 2012 (4) |
| Italia      | 1976, 2023, 2024 (3) | 1960, 1961, 1977, 1979, 1980, 1998 (6) |
| Russia      | 2002, 2006, 2021 (3) | 1994, 1995, 2007 (3) |
| Germania    | 1988, 1989, 1993 (3) | 1970, 1985 (2) |
| Rep. Ceca   | 1980, 2012, 2013 (3) | 1975, 2009 (2) |
| Croazia     | 2005, 2018 (2) | 2016, 2021 (2) |
| Argentina   | 2016 (1) | 1981, 2006, 2008, 2011 (4) |
| Serbia      | 2010 (1) | 2013 (1) |
| Svizzera    | 2014 (1) | 1992 (1) |
| Canada      | 2022 (1) | 2019 (1) |
| Sudafrica   | 1974 (1) | — |
| Romania     | — | 1969, 1971, 1972 (3) |
| India       | — | 1966, 1974, 1987 (3) |
| Belgio      | — | 1904, 2015, 2017 (3) |
| Giappone    | — | 1921 (1) |
| Messico     | — | 1962 (1) |
| Cile        | — | 1976 (1) |
| Slovacchia  | — | 2005 (1) |
| Paesi Bassi | — | 2024 (1) |

| Paese       | Vittorie | Ultima vittoria | Finali perse | Ultima finale persa |
| ----------- | -------- | --------------- | ------------ | ------------------- |
| Stati Uniti | 32       | 2007            | 29           | 2004                |
| Australia   | 28       | 2003            | 21           | 2023                |
| Francia     | 10       | 2017            | 9            | 2018                |
| Regno Unito | 10       | 2015            | 8            | 1978                |
| Svezia      | 7        | 1998            | 5            | 1996                |
| Spagna      | 6        | 2019            | 4            | 2012                |
| Italia      | 3        | 2024            | 6            | 1998                |
| Russia      | 3        | 2021            | 3            | 2007                |
| Germania    | 3        | 1993            | 2            | 1985                |
| Rep. Ceca   | 3        | 2013            | 2            | 2009                |
| Croazia     | 2        | 2018            | 2            | 2021                |
| Argentina   | 1        | 2016            | 4            | 2011                |
| Serbia      | 1        | 2010            | 1            | 2013                |
| Svizzera    | 1        | 2014            | 1            | 1992                |
| Canada      | 1        | 2022            | 1            | 2019                |
| Sudafrica   | 1        | 1974            | 0            | –                   |
| Romania     | 0        | –               | 3            | 1972                |
| India       | 0        | –               | 3            | 1987                |
| Belgio      | 0        | –               | 3            | 2017                |
| Giappone    | 0        | –               | 1            | 1921                |
| Messico     | 0        | –               | 1            | 1962                |
| Cile        | 0        | –               | 1            | 1976                |
| Slovacchia  | 0        | –               | 1            | 2005                |
| Paesi Bassi | 0        | –               | 1            | 2024                |